# A Romance of an Anvil
A Romance of an Anvil è un cortometraggio muto del 1910. Il nome del regista non viene riportato nei credit del film, un western in un rullo prodotto dalla Champion Film Company di Mark M. Dintenfass.

## Produzione
Il film fu prodotto dalla Champion Film Company.

## Distribuzione
Distribuito dalla Motion Picture Distributors and Sales Company, il film - un cortometraggio di una bobina - uscì nelle sale cinematografiche USA il 20 luglio 1910.